# Stabilimento Ferrari di Maranello
Lo stabilimento Ferrari di Maranello è una fabbrica collocata a sud della provincia di Modena, situata nel comune di Maranello. Rappresenta il più grande stabilimento della casa automobilistica maranellese.
Nel 1947 Enzo Ferrari fondò il marchio automobilistico Ferrari e nello stesso anno venne costruito lo stabilimento.

## Storia

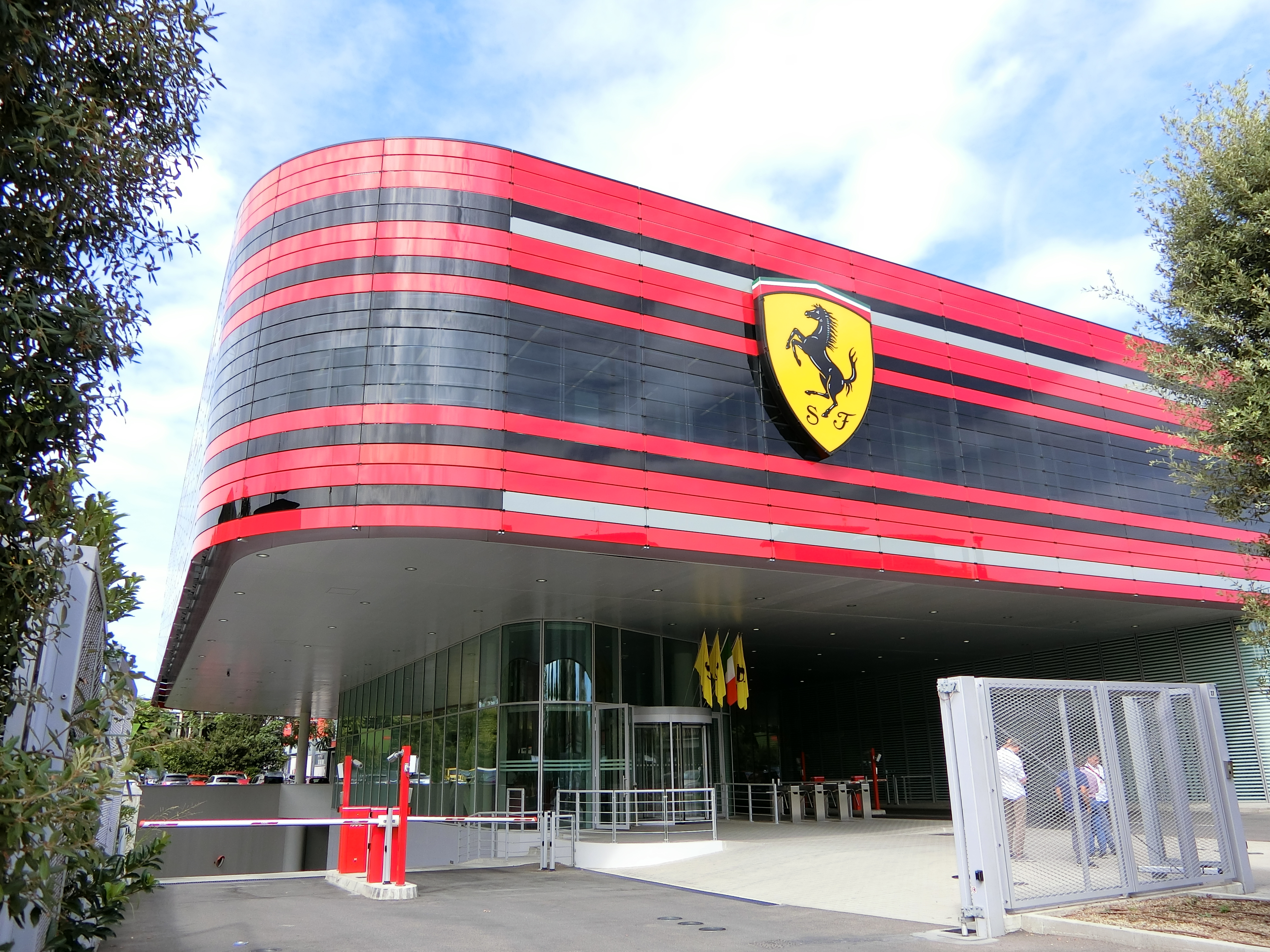
Il quartier generale della Gestione Sportiva all'esterno dello stabilimento

## Automobili prodotte
| Foto | Marca   | Modello                          | Inizio produzione | Fine produzione | Note |
| ---- | ------- | -------------------------------- | ----------------- | --------------- | --- |
|      | Ferrari | 125 S                            | 1947              | 1947            | |
|      | Ferrari | 159 S                            | 1947              | 1947            | |
|      | Ferrari | 166 S                            | 1948              | 1950            | |
|      | Ferrari | 166 MM                           | 1948              | 1953            | |
|      | Ferrari | 195 S                            | 1950              | 1951            | |
|      | Ferrari | 212 Export                       | 1951              | ?               | |
|      | Ferrari | 225 S                            | 1952              | 1952            | |
|      | Ferrari | 250 MM                           | 1953              | 1953            | |
|      | Ferrari | 250 Europa                       | 1953              | 1954            | |
|      | Ferrari | 250 Monza                        | 1954              | 1954            | |
|      | Ferrari | 250 GT Coupé                     | 1954              | 1960            | |
|      | Ferrari | 250 Europa GT                    | 1955              | 1955            | |
|      | Ferrari | 250 GT Berlinetta Tour de France | 1956              | 1959            | |
|      | Ferrari | 250 GT Cabriolet                 | 1957              | 1962            | |
|      | Ferrari | 250 GT California                | 1957              | 1963            | |
|      | Ferrari | 250 Testa Rossa                  | 1957              | 1961            | |
|      | Ferrari | 250 GT Berlinetta passo corto    | 1959              | 1962            | |
|      | Ferrari | 250 GT 2+2                       | 1960              | 1963            | |
|      | Ferrari | 250 GTO                          | 1962              | 1964            | |
|      | Ferrari | 250 GTL                          | 1962              | 1964            | |
|      | Ferrari | 250 LM                           | 1963              | 1964            | |
|      | Ferrari | 250 P                            | ?                 | ?               | |
|      | Ferrari | 275 GTB                          | 1964              | 1968            | |
|      | Ferrari | 365 Daytona                      | 1968              | 1974            | |
|      | Ferrari | Dino 206 GT                      | 1968              | 1969            | La vettura fa parte della serie Dino, il cui nome era in memoria del figlio di Enzo Ferrari, appunto Dino Ferrari morto nel 1956 per affetto da distrofia di Duchenne. |
|      | Ferrari | Dino 246                         | 1969              | 1973            | |
|      | Ferrari | Berlinetta Boxer                 | 1973              | 1984            | |
|      | Ferrari | Dino GT4                         | 1974              | 1980            | |
|      | Ferrari | 308                              | 1975              | 1985            | |
|      | Ferrari | Mondial                          | 1980              | 1993            | |
|      | Ferrari | Testarossa                       | 1984              | 1996            | |
|      | Ferrari | 328                              | 1985              | 1989            | |
|      | Ferrari | F40                              | 1987              | 1992            | Fu l'ultima sportiva realizzata sotto la supervisione di Enzo Ferrari, morirà l'anno successivo.                                                                       |
|      | Ferrari | 348                              | 1989              | 1994            | |
|      | Ferrari | F355                             | 1994              | 1999            | |
|      | Ferrari | 550 Maranello                    | 1996              | 2002            | |
|      | Ferrari | 360                              | 1999              | 2004            | |
|      | Ferrari | 575M Maranello                   | 2002              | 2006            | |
|      | Ferrari | Enzo                             | 2002              | 2004            | |
|      | Ferrari | F430                             | 2004              | 2009            | |
|      | Ferrari | 612 Scaglietti                   | 2004              | 2011            | |
|      | Ferrari | 599                              | 2007              | 2012            | |
|      | Ferrari | California                       | 2008              | 2014            | |
|      | Ferrari | 458                              | 2009              | 2015            | |
|      | Ferrari | F12berlinetta                    | 2012              | 2017            | |
|      | Ferrari | LaFerrari                        | 2013              | 2016            | |
|      | Ferrari | California T                     | 2014              | 2018            | |
|      | Ferrari | 488 GTB                          | 2015              | 2019            | |
|      | Ferrari | GTC4Lusso                        | 2016              | 2020            | |
|      | Ferrari | 812 Superfast                    | 2017              |                 | |
|      | Ferrari | Portofino                        | 2018              |                 | |
|      | Ferrari | Roma                             | 2019              |                 | |
|      | Ferrari | F8 Tributo                       | 2019              |                 | |
|      | Ferrari | SF90 Stradale                    | 2019              |                 | |
|      | Ferrari | Purosangue                       | 2022              |                 | |